# Tipula (Nippotipula) masakiana
Tipula (Nippotipula) masakiana is een tweevleugelige uit de familie langpootmuggen (Tipulidae). De soort komt voor in het Oriëntaals gebied.